# Partido Liberal (Japón, 2016)
El Partido Liberal (自由党 Jiyūtō?) fue un partido político de Japón, fundado el 27 de diciembre de 2012 con el nombre de Partido de la Vida del Pueblo (生活の党 Seikatsu no Tō?) como una escisión del Partido del Mañana de Japón, luego que la facción de Ichiro Ozawa tuviera roces con la líder Yukiko Kada tras el fracaso del partido en las elecciones generales de 2012.
El 27 de diciembre de 2014, el nombre del partido fue cambiado a Partido de la Vida del Pueblo, Tarō Yamamoto y Amigos (生活の党と山本太郎となかまたち Seikatsu no Tō to Yamamoto Tarō to Nakamatachi?), debido a presiones del polémico político Tarō Yamamoto como condición para seguir cooperando con el partido y adicionalmente asumió como copresidente del partido junto con Ozawa. El partido fue renombrado a Partido Liberal en octubre de 2016.
El partido buscaba ser oposición del gobierno de Shinzō Abe, quien lo considera "una amenaza a la paz y a la democracia".
El 26 de abril de 2019 anunció su unión con el Partido Democrático para el Pueblo.